# Everybody's Gone to the Rapture
Everybody's Gone to the Rapture es un videojuego de aventura narrativo en primera persona creado por The Chinese Room, SCE Santa Monica Studio y publicado por Sony Computer Entertainment. Es considerado como un "sucesor espiritual" de Dear Esther.

## Trama y jugabilidad
La trama del juego ocurre durante la década de 1980. Pronto se establece que el jugador está en una localidad abandonada llamada Yaughton, en Shropshire, Inglaterra, y debe descubrir cómo y por qué todos han desaparecido. Misteriosos orbes flotantes de luz se desplazan libremente en el aire, y de ser seguidos conducen al jugador a escenas interpretadas por otros orbes con forma humana, que a través de todo el juego van recreando varios eventos ocurridos antes de la llegada del jugador al pueblo. Siguiendo las evidencias dejadas por los orbes de escena en escena a través del valle, así como encontrando teléfonos y radios que reproducen conversaciones, grabaciones y transmisiones, eventualmente el jugador tendrá todas las piezas que le permitirán conocer los detalles del evento central del juego.